# 2015年歐爾金和諧號劫持案
2015年歐爾金和諧號劫持案，是指一起發生於2015年6月11日至19日，8名印尼海盜劫持了一艘馬來西亞籍油輪歐爾金和諧號（Orkim Harmony），最後在澳大利亚皇家空军、马来西亚皇家海军、马来西亚皇家空军、馬來西亞海事執法局、越南邊防隊、越南海洋警察司令部、印尼海軍、泰國皇家海軍等單位的通力合作下，人質在南中國海附近平安獲釋，油輪恢復航行的事件。

## 背景
在歐爾金和諧號被劫持前的6月4日，另一艘油輪歐爾金勝利號（MT Orkim Victory），也曾在南中國海遭到8名手持兩把手槍與巴朗刀的印尼海盜劫持。勝利號在鄰近馬來西亞澳島約12.2海里處遭到洗劫，在被釋放之前，勝利號被抽走了770公噸的柴油到另一艘船上；而海盜破壞了油輪上的所有通信設備，並搶走了所有船員們的個人財物後逃之夭夭。

## 劫持
歐爾金和諧號是在马来西亚标准时间（UTC+8）6月11日下午8時54分失聯的，當時它從马六甲出發，預定往关丹港，正航行至2°8.90′N 104°27.30′E / 2.14833°N 104.45500°E，即柔佛州哥打丁宜縣丹絨素里里（Tanjung Sedili）附近水域。被劫持期間，有22名船員在船上，包括了16名馬來西亞人，5名印尼人，與一名緬甸籍公民。船上當時載有6000公噸的汽油，價值2100萬馬來西亞令吉（約合560萬美金），8名海盜都帶有手槍和帕兰刀。

## 搜索行動
6月12日起，馬來西亞海事執法局（Malaysian Maritime Enforcement Agency，縮寫：MMEA）開始在這艘油輪周邊的南中國海水域，搜尋這艘船的下落，範圍達到5萬平方公里，因為這艘船已經失聯超過了10小時。馬來西亞當局認為，油輪可能被劫持至印尼的納土納群島和阿南巴斯群島附近；6月17日，一架自槟城州北方北海空军基地起飛的澳大利亚皇家空军洛克希德AP-3C型獵戶座海上巡邏機，在泰國灣的柬埔寨與越南的海上邊界處發現了它。根據其說法，油輪被重新粉刷，由藍色變成黑色，還被改名為「金哈蒙」（Kim Harmon）。
雖然柬埔寨皇家海軍無法證實這項報告，不過給了馬來西亞在柬埔寨水域的聯合追蹤攔截油輪的行動開了綠燈；隨後MMEA聯繫了越南海洋警察司令部（VCG），告知此一消息；而VCG在接到消息後，也部署了兩艘巡邏船到該地區，印尼海軍與泰國皇家海軍也都處於待命狀態。之後，VCG回報這艘船的位置在9°21′N 102°44′E / 9.350°N 102.733°E，即富國島西南方約84海里處。

## 後續
在澳大利亞空軍回報之後，馬來西亞皇家海軍（RMN）和MMEA的艦艇就一直處於待命狀態，其後被部署到該區；6月19日，油輪在9°10′N 103°10′E / 9.167°N 103.167°E被發現。船上的海盜央求马来西亚当局後撤五海浬（約9公里），讓他們能繼續其「旅程」至納土納群島，否则便要殺害船員。
經過一番交涉後，所有海盜搭上油轮上的救生艇後逃脫。據油輪船長的說法，海盜當時威胁他，如果敢向馬來西亞當局洩漏他們的逃跑計畫，他們将对其家人不利。
馬來西亞時間凌晨2時30分，RMN和MMEA成功取得油輪，所有船員均平安，僅有一名人質被海盜開槍擊中他的左大腿，后被直升机送往医院。
數小時後，有8名疑似海盜的印尼人在土珠島被捕，因為他們曾經和越南邊防隊（VBDF）及VCG接觸過，這些印尼人聲稱他們自己的漁船沉沒；而MMEA立刻就此事，透過檢察長辦公室與外交部，向協助調查的越南政府提出交涉，进行深入调查。經由受傷的船員指認照片，確定這8人就是劫持油輪的海盜；且在接受越南當局審訊期間，他們在看到經由馬來西亞當局提供的圖片與訊息後也坦承了。
馬來西亞內政部長阿末扎希感謝所有參與及協助找回油輪，與讓22名船員獲釋，並逮捕海盜的各方單位，他們並向越南與印尼正式遞交引渡劫船者到馬來西亞的請求。
越南當局進一步調查的結論是，基於這些罪犯能夠避開自動識別系統（AIS）而未被發現，進而實施犯罪，表示他們經驗豐富，並非「業餘人士」；且VBDF和VCG在拘留他們時，也在救生艇中發現被藏入現金。MMEA的調查還顯示，另外還有5人也參與了劫船，故總數可能達到13人。這些人使用拖船接近油輪，其後逃到了印尼的巴淡島，印尼海軍也在6月21日發現了這艘拖船。

## 附註
1. 1 2 3  來源參見外部連結

## 外部連結
- Recovery of Orkim Harmony，RECAAP（英语：Regional Cooperation Agreement on Combating Piracy and Armed Robbery against Ships in Asia）
- Chronology of MT Orkim Harmony hijack（页面存档备份，存于），《馬來西亞星洲日報》
- Video on the arresting of the pirates by Vietnamese authorities（页面存档备份，存于），Tinmoi （越南文）